# Bukovice (Moravia meridionale)
Bukovice (in tedesco Bukowitz) è un comune della Repubblica Ceca facente parte del distretto di Brno-venkov, in Moravia Meridionale.